# Diritti connessi del produttore cinematografico
I diritti connessi al produttore cinematografico sono disciplinati dalla Legge 22 aprile 1941, n. 633 in materia di diritto d'autore, in prevalenza agli articoli 45 e 78bis-78ter.
Tali articoli prendono in considerazione il ruolo tenuto dal produttore cinematografico nei confronti dei coautori e del prodotto audiovisivo stesso.

## Soggetto del diritto
Secondo l'articolo 45 della Legge 22 aprile 1941, n. 633, l'esercizio dei diritti di utilizzazione economica dell'opera spetta a chi organizza la produzione stessa e quindi al produttore cinematografico.
Tale riconoscimento è fatto per tutelare un soggetto che, pur non apportando alcun elemento di creatività, ha un ruolo propulsore e decisivo, dal momento che senza il suo contributo economico e finanziario un film non può avere inizio, salvo il caso delle piccole autoproduzioni.
Il produttore, quindi, è l'imprenditore che finanzia il progetto, che investe economicamente nella sua realizzazione. Volendolo paragonare a un'altra figura tipica descritta dalla legge sul diritto d'autore, che svolge rispetto all'opera la medesima funzione in termini economico-sociali, si può chiamare in causa l'editore: entrambi spesso sono essenziali per la creazione di un'opera, soprattutto se è necessario l'uso di costose apparecchiature e la partecipazione di soggetti tecnicamente e artisticamente specializzati.
Bisogna sottolineare, tra le altre cose, che nella prassi s'inizia la lavorazione di un film solo dopo la stipulazione di numerosi contratti, con i quali il produttore/imprenditore mira a prevenire eventuali controversie disciplinando nel dettaglio l'intera attività lavorativa.

## Oggetto del diritto
Il produttore può sfruttare tutti i diritti sul prodotto in questione, sia esso un'opera cinematografica, audiovisiva o una sequenza in movimento (come disposto dall'art 78-ter).
Le traduzioni e le elaborazioni sulle sequenze di immagini rientrano, quindi, in questa definizione.
Non rientrano, invece, i contributi letterari e musicali e le elaborazioni che trasformano l'opera in generi diversi: quelle che utilizzano solo la storia, trasformando il film in opera letteraria o narrativa, o la storia e le immagini fisse, come nei fotoromanzi.
Per i film di semplice documentazione si applicano gli articoli che regolamentano i diritti sulle fotografie (87 e seg.).

## Diritti del produttore

### Diritti di utilizzazione economica
Il produttore è, presumibilmente, indicato come tale sulla pellicola cinematografica; se, invece l'opera è stata registrata ai sensi dell'art. 103 (per esempio presso il registro SIAE), si presume produttore, fino a prova contraria, colui che è indicato come tale nella registrazione.
L'opera cinematografica è un'opera collettiva, la quale possiede diversi coautori: il titolare dell'opera in sé è il produttore cinematografico. Secondo l'art. 44 si considerano coautori l'autore del soggetto, della sceneggiatura, della musica ed il direttore artistico. C'è da dire che quelli appena elencati sono coloro che contribuiscono all'opera con apporti creativi tipici, indicati dalla legge, che non prende in considerazione, per esempio, la fotografia, la scenografia, i costumi, ecc.
Il produttore, perciò, acquista i diritti di utilizzazione economica in modo diretto ma a titolo derivativo, si fonda cioè sugli atti dispositivi degli autori. In altre parole, il produttore necessita di un titolo contrattuale con gli autori che parteciperanno alla creazione dell'opera e per poterla modificare al fine di un suo migliore sfruttamento commerciale. Questo è quanto sancito nell'art. 47; qualora manchi l'accordo con gli autori, l'accertamento delle necessità o meno delle modifiche apportate o da apportarsi all'opera cinematografica, è fatta da un collegio di tecnici nominato dal Presidente del Consiglio dei Ministri, secondo le norme fissate dal regolamento (art. 47, comma2). Inoltre l'art. 46 indica che, in caso di cessione del diritto di diffusione al produttore, ai singoli autori spetta sempre un compenso proporzionale al lavoro da loro svolto per produrre l'opera.

Le tipologie di contratti possibili dipendono dal ruolo degli autori:

- per il regista e l'autore della musica, contratti di lavoro autonomo e subordinato

- per gli autori del soggetto e gli sceneggiatori, contratti di cessione dei diritti di adattamento o elaborazione cinematografica delle opere esistenti. 
Gli autori delle parti letterarie o musicali dell'opera cinematografica possono inoltre riprodurle o comunque utilizzarle separatamente, purché non ne risulti pregiudizio ai diritti di utilizzazione il cui esercizio spetta al produttore (stabilito nell'art. 49).

### Diritti connessi al produttore
Con la direttiva 92/100/CEE del 19 novembre 1992, secondo l'articolo 78-bis, il produttore di opere cinematografiche è titolare del diritto esclusivo di autorizzare:
- la riproduzione diretta o indiretta, temporanea o permanente, in qualunque modo o forma, in tutto o in parte, degli originali e delle copie delle proprie realizzazioni;
- la distribuzione con qualsiasi mezzo, compresa la vendita, dell'originale e delle copie di tali realizzazioni. Il diritto di distribuzione non si esaurisce nel territorio della Comunità europea se non nel caso di prima vendita effettuata o consentita dal produttore in uno Stato membro;
- il noleggio ed il prestito dell'originale e delle copie delle sue realizzazioni. La vendita o la distribuzione, sotto qualsiasi forma, non esauriscono il diritto di noleggio e di prestito;
- la messa a disposizione del pubblico dell'originale e delle copie delle proprie realizzazioni, in maniera tale che ciascuno possa avervi accesso dal luogo e nel momento scelti individualmente. Tale diritto non si esaurisce con alcun atto di messa a disposizione del pubblico.

## Durata
In caso il produttore non riuscisse a portare a compimento l'opera cinematografica dopo tre anni dalla realizzazione della sceneggiatura e della parte musicale o l'opera non venisse proiettata entro questi tre anni, allora gli autori della parte letteraria e delle musiche possono disporne liberamente. Tutto ciò viene disciplinato dall'articolo 50.
I diritti connessi al produttore cinematografico hanno durata di 50 anni dalla fissazione. 
In caso l'opera finale fosse pubblicata o comunicata al pubblico durante tale termine, allora la durata è di 50 anni dalla prima pubblicazione dell'opera suddetta, come disciplinato dall'art. 78-ter.
La durata sui diritti dell'opera cinematografica nella sua totalità è di 70 anni dalla morte dell'ultimo autore tra: direttore artistico, sceneggiatore e compositore. Questo secondo l'articolo 32. I diritti delle singole parti creative sono invece assicurati fino a 70 anni dalla morte dell'autore stesso.